# Mario Trejo (ur. 1999)
Mario Alejandro Trejo Castro (ur. 9 marca 1999 w Los Mochis) – meksykański piłkarz występujący na pozycji środkowego obrońcy, od 2024 roku zawodnik Venados.